# Jochen Görgen
Jochen Görgen (Bergheim, 12 juli 1962) is een Duits voormalig professioneel wielrenner. Hij reed voor onder meer Team Stuttgart, de voorloper van wat anno 2011 Team HTC-High Road is. Hij behaalde geen enkele professionele overwinning.

## Grote rondes
Geen